# فرودگاه شهری اری
فرودگاه شهری اری (به انگلیسی: Erie Municipal Airport) یک فرودگاه همگانی بهره‌برداری هوایی است که یک باند فرود آسفالت دارد و طول باند آن ۶۸۶ متر است. این فرودگاه در کشور ایالات متحده آمریکا قرار دارد و در ارتفاع ۱۵۶۴ متری از سطح دریا واقع شده است.